# Gazing at the Moonlight
Gazing at the Moonlight — дебютний студійний альбом американського репера Hopsin. Більшу частину платівки записано ще в 2005 р., за два роки до підписання контракту з Ruthless Records. 27 жовтня 2009 р. без серйозної рекламної кампанії лейбл нарешті видав альбом. 
Пізніше у піснях «Ill Mind of Hopsin 3», «Sag My Pants» та «Kill Her» виконавець висловив злість та незадоволеність діями Ruthless Records. За словами репера, Gazing at the Moonlight випустили без його дозволу, Hopsin не мав змоги прослухати версію платівки після мастерингу.

## Список пісень
| #   | Назва                         | Продюсер | Тривалість |
| --- | ----------------------------- | -------- | ---------- |
| 1.  | «Intro»                       | Hopsin   | 1:02       |
| 2.  | «I'm Here»                    | Hopsin   | 4:12       |
| 3.  | «Break It Down»               | Hopsin   | 4:12       |
| 4.  | «Who Do You Think I Am»       | Hopsin   | 3:52       |
| 5.  | «Sexy Cyber»                  | Hopsin   | 4:11       |
| 6.  | «Pans in the Kitchen»         | Hopsin   | 4:11       |
| 7.  | «Story of Mine»               | Hopsin   | 4:16       |
| 8.  | «Bubblies»                    | Hopsin   | 3:44       |
| 9.  | «Chris Dolmeth»               | Hopsin   | 4:19       |
| 10. | «The B Bop»                   | Hopsin   | 3:54       |
| 11. | «Slurpin»                     | Hopsin   | 3:26       |
| 12. | «Super Duper Fly»             | Hopsin   | 3:39       |
| 13. | «Motherfucker» (з участю DJK) | Hopsin   | 4:10       |
| 14. | «Don't Trust Em»              | Hopsin   | 5:38       |
| 15. | «Gazing at the Moonlight»     | Hopsin   | 4:09       |